# R14 (Republica Moldova)
R14 este o șosea în partea nord-estică a Republicii Moldova, cu o lungime de km. Având un statut de drum republican, acesta leagă Codrul Nou via Bălți și Soroca cu Unguri. Drumul începe de la joncțiunea cu drumul republican R6 la Codrul Nou, continuat până la Soroca și se termină la Unguri la frontiera cu Ucraina